# あの日
『あの日』（あのひ）は、2016年1月28日に刊行された、小保方晴子によるSTAP細胞事件の手記。自殺者も出した大事件の中心人物であった自らの視点から状況を記述し、大きな反響を呼んだ。ベストセラーとなった。

## 内容

### 院生時代
本書に書かれた、小保方のハーバード大学留学が決まる直前の四谷の天ぷら屋での会食のエピソードは、大学のコンプライアンス上問題があると幾つかのメディアで話題になった。東京女子医大側の指導教官の大和雅之が小保方を「はるさん」と愛称で呼んだり、大和に勧められるままに酒を飲んだ小保方が酔って寝てしまったことが問題視された。しかし、この会食には他の複数の女子学生も同席しており、酒を飲めない彼女らに代わって小保方が座持ちのために自分の意志で飲酒したことは、本書に記述されていたにもかかわらず触れられなかった。また、愛称で呼ぶことをセクハラ的であるとしたメディアがあったが、セクハラ概念の起源であるアメリカ合衆国では男女を問わず上司や教授に対してさえもファーストネームやニックネームで呼ぶことは習慣であり、大和は年長の男性チャールズ・バカンティをも「チャック」と愛称で呼ぶことが本人のtwitterで確認されている。

### 博士論文の問題について
序論部分の剽窃（いわゆるコピペ）を指摘された博士論文は、草稿段階の論文が誤って国会図書館に収められたものであったと弁解している。武岡真司が審査した決定稿とコピペ疑惑報道で注目された国会図書館所収の論文は違うということが、武岡および常田聡の発言を引用して主張される。

### ES細胞の混入について
『ネイチャー』誌へのSTAP論文の撤回理由書が共著者たちによる合意サインが交わされた後に若山照彦の依頼によって書き換えられたこと、若山が「STAP幹細胞は自分の研究室にはいなかったマウスからできた細胞だった」と発表した後にその肝細胞が若山研にいたアクロシンGFPマウス（光る精子を持つ特殊なマウス）由来であると報告された（しかも若山は小保方の記憶の範囲内で既に光る精子を取り扱っていた）ことなどが告白される。

### 再現実験の成否について
疑惑発生後に検証として行われた再現実験について、キメラマウスの作製が実験成功の基準と定められてしまったために再現に成功しなかったと結論されたが、STAP現象と呼ばれる、刺激による多能性遺伝子の発現は小保方自身によっても丹羽仁史によっても再現されたと書かれた。
これに対し、報告書によると「（小保方の再現実験で多能性遺伝子発現の証明となる緑色蛍光について）確かに光ってはいたが、自家蛍光なのか、多能性獲得の証拠である緑色蛍光なのか区別できなかった」し、「丹羽氏の再現実験についても、『多能性細胞の出現は確認できなかった』と報告されています」と発言している。後者については、丹羽本人の証言について裏付けられる。

### 人権侵害が指摘された過熱する報道について
STAP騒動が過熱する中、STAP問題を取り上げた日本放送協会（NHK）の報道番組『NHKスペシャル』『調査報告 STAP細胞 不正の深層』が、後に放送倫理・番組向上機構(BPO)の放送人権委員会により小保方晴子に対して「名誉毀損の人権侵害が認められる」、また報道姿勢としても「放送倫理上の問題があった」として勧告されることになる。本書においては小保方による視点ではあるが、日本放送協会（NHK）などのメディアがどのような取材活動や報道を行っていたのかの多数の興味深い記述なども綴られている。毎日新聞の須田桃子からは殺意を感じたとも記述された。

## 反響
出版当日と前後して、いくつかのワイドショーで本書が取り上げられた。
初版5万部だったがすぐに15万部の増刷がかかったという。Amazon.co.jpの売り上げでも1位となったと報じられた、発売1か月以内で26万部を超えたと報じられた。アマゾンレビューにも賛否両論のコメントを含め、大きな反響があった。
元外務官僚で作家の佐藤優は、自らの専門であるインテリジェンスの観点から、印象操作や脅迫がなされていると評し、前年話題の書『絶歌』と比較考察した。
自殺をした小保方の上司笹井芳樹の妻であった未亡人は、小保方の本は読んでいないとした上で、STAP細胞が本当はあるというのであれば筆頭著者は小説を書く前に実験をしてほしいと述べた。